# Phesnuzi
Phesnuzi – plemię najpewniej zachodniosłowiańskie wymienione przez Geografa Bawarskiego. Stanisław Zakrzewski uważał, że to plemię zamieszkujące w IX wieku na piaszczystych obszarach Pałuk, a ich nazwa ma źródłosłów w słowie piasek. Mogłaby być rekonstruowana jako Piaszczanie bądź Piaszczyce. Z kolei Aleksander Brückner uznał, że jest to jedna z nazw wymyślonych przez autora spisu.
Według Jerzego Nalepy doszło do metatazy u – n. Nazwę odczytuje jako Bieżuńcy, co jego zdaniem jest dubletem z Bieżuńczanami (nr 53 Geografa Bawarskiego). Stanowisko to poparli Krzysztof Tomasz Witczak i Krzysztof Fokt.